# Mémoire (sciences humaines)
Pour les articles homonymes, voir mémoire.

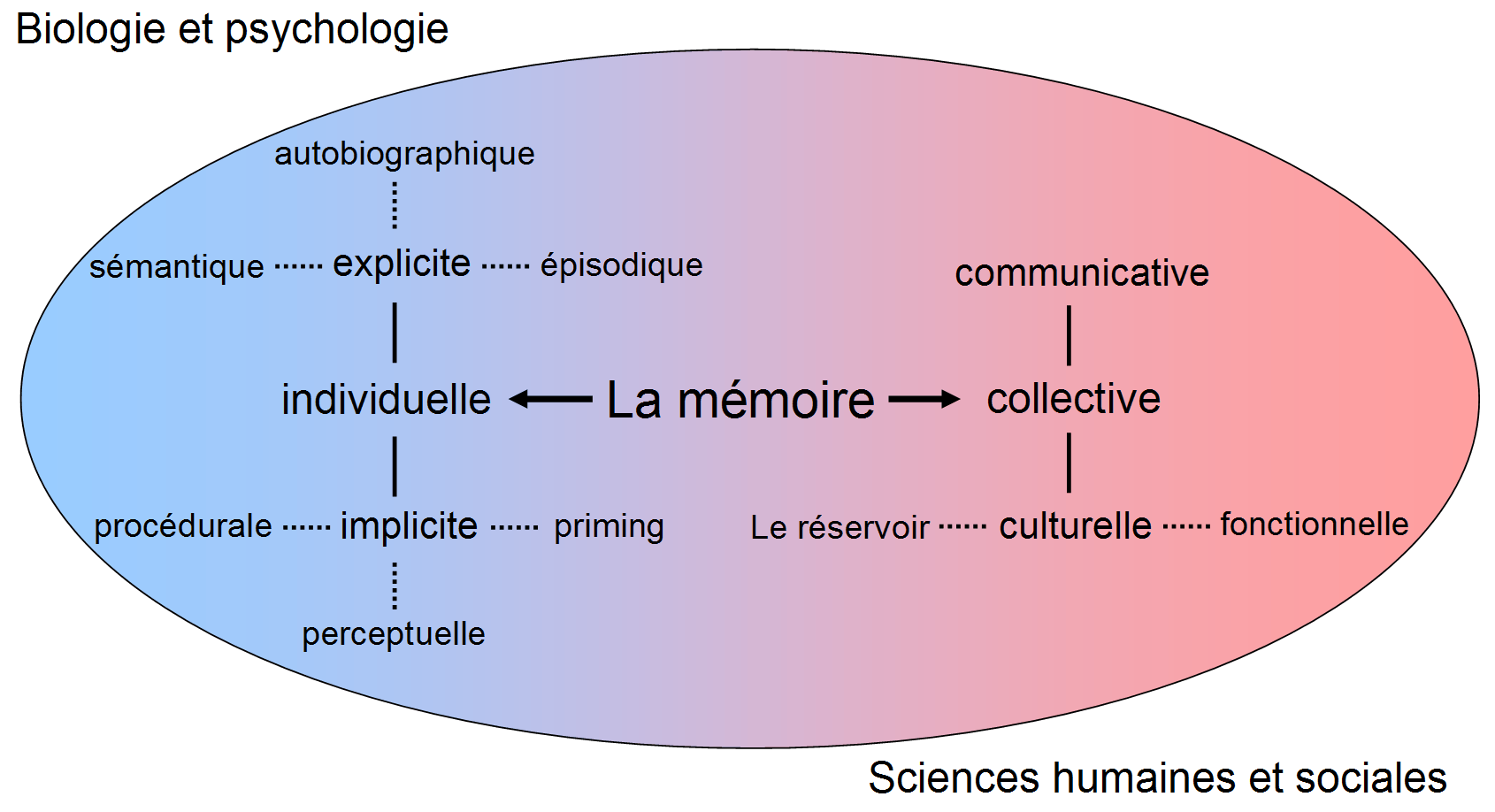
Les formes et fonctions de la mémoire en sciences.

La mémoire désigne à la fois la capacité d'un individu ou d'un groupe humain de se souvenir de faits passés et se souvenir de lui-même.

## Histoire
Dans la mythologie grecque, entre autres d'après Hésiode, Mnémosyne est la déesse de la Mémoire.
Aristote, auteur du premier traité sur la mémoire (De la Mémoire et de la réminiscence), considère que le cœur est le siège de l'intelligence, du courage et de la mémoire, d'où l'expression « savoir par cœur » qui semble apparaître pour la première fois chez Rabelais au XVIe siècle.
La première méthode de mémoire, l'Art de mémoire (appelée aussi méthode des lieux) est inventée par le poète Simonide de Céos au VIe siècle av. J.-C., selon le récit quelque peu légendaire de Cicéron dans De oratore. Cette méthode est utilisée depuis l'Antiquité jusqu'au XIXe siècle qui voit le développement de la mnémotechnique et aux praticiens modernes ou aux hypermnésiques, tel Solomon Cherechevski.
En 1553, le médecin italien Guglielmo Gratarolo publie le premier traité de médecine sur la mémoire, De Memoria Reparanda, Augenda, Conservanda.
La science de la mémoire débute surtout avec la neurologie et la publication notamment de Sergei Korsakoff à la fin du XIXe siècle sur plusieurs observations de ses patients alcooliques (buveurs de vodka) atteints d'une amnésie particulière, le syndrome de Korsakoff, puis avec le développement des neurosciences cognitives. Au milieu du XXe siècle, à la suite des avancées technologiques en cybernétique et informatique, se formalise le concept de l'architecture modulaire de la mémoire (mémoire sémantique, lexicale ; mémoire à court ou long terme, etc.).

## Mémoire en psychologie
Considérée comme l'une des principales facultés de l'esprit humain, la mémoire a fait l'objet des toutes premières investigations scientifiques. Les progrès dans la compréhension des mécanismes de la mémoire tiennent d'une part à l'étude de cas exceptionnels (patients amnésiques ou au contraire doués d'une capacité mnésique exceptionnelle, dite mémoire éidétique) et d'autre part, à l'application des méthodes de la psychologie expérimentale. Depuis le début du XXe siècle, de nombreux modèles ont été proposés pour rendre compte des observations expérimentales. Et à partir de la deuxième moitié du siècle, les neurosciences cognitives ont fourni de nouveaux éléments concernant les bases biologiques de la mémoire chez l'être humain qu'il partage avec les autres animaux.

## Mémoire en biologie
Les biologistes n'ont pas encore fait consensus sur le fonctionnement biologique de la mémoire, aussi cette partie présente trois hypothèses plausibles sur le sujet.
Selon certains chercheurs, la potentialisation à long terme déterminerait certaines des dimensions de la mémoire. Dans des synapses de l’hippocampe, la transmission s’améliore (potentialisation) pendant des heures ou des semaines après une brève période de stimulations à haute fréquence. Ainsi après un certain laps de temps, des influx nerveux provenant de potentialisations antérieures surviendraient et formeraient, ainsi, les souvenirs, donc la mémoire,...
Selon une seconde théorie, les souvenirs seraient produits par des réseaux réverbérants : un influx nerveux stimulerait un premier neurone, qui en stimulerait un deuxième, qui en stimulerait un troisième et ainsi de suite. Les ramifications des deuxièmes et troisièmes neurones font synapse (connexion) avec le premier, de sorte que l’influx nerveux circule à répétition dans le réseau. Ainsi, tel un cycle, l’influx nerveux se poursuivrait et serait responsable de cette mémorisation. Une fois émis, le signal pourrait durer de quelques secondes à plusieurs heures selon la disposition des neurones dans ledit réseau. C’est ainsi qu’une pensée pourrait persister dans l’encéphale, même après la disparition du stimulus initial. Autrement dit, la durée de rétention d’une pensée correspondrait à la durée de réverbération (Comparaison avec amphithéâtre),.
Finalement, l’information pourrait suivre ce trajet : lorsqu’une perception sensorielle se formerait dans le cortex sensitif (pariétal), les neurones corticaux distribueraient les influx dans deux réseaux parallèles destinés à l’hippocampe et au corps amygdaloïde, qui ont chacun des connexions avec le diencéphale (thalamus et hypothalamus), le télencéphale ventral et le cortex préfrontal. Le télencéphale ventral fermerait ensuite la boucle de la mémoire en renvoyant les influx aux aires sensitives qui avaient initialement formé la perception. On pense que cette rétroaction transforme la perception en un souvenir relativement durable. Ainsi, des connexions neuronales s’établiraient entre les régions corticales où aurait lieu la mémoire à long terme au moyen d’un appel conférence et ce jusqu’à ce que les données puissent être consolidées. Le souvenir récent resurgira à l’occasion d’une stimulation des mêmes neurones corticaux,.

## Mémoire en philosophie

### René Descartes
René Descartes s'est intéressé très tôt aux moyens d'accès à la connaissance, dans les Règles pour la direction de l'esprit (1629), règles qu'il emploiera dans la suite de sa carrière philosophique.
Il mentionne les relations de la mémoire avec l'intuition et la déduction dans la règle troisième :
« la déduction n’a pas besoin d’une évidence présente comme l’intuition, mais […] elle emprunte en quelque sorte toute sa certitude de la mémoire. »
La règle septième insiste sur la fonction de la mémoire dans l'énumération :
« Aussi j’en parcourrai la suite de manière que l’imagination à la fois en voie une [grandeur] et passe à une autre, jusqu’à ce que je puisse aller de la première à la dernière avec une telle rapidité que, presque sans le secours de la mémoire, je saisisse l’ensemble d’un coup d’œil. »
La règle huitième mentionne les avantages ou les inconvénients que les facultés de mémoire (ainsi que d'autres) peuvent apporter dans la méthode scientifique :
« Et d’abord nous remarquerons qu’en nous l’intelligence seule est capable de connaître, mais qu’elle peut être ou empêchée ou aidée par trois autres facultés, c’est à savoir, l’imagination, les sens, et la "mémoire". Il faut donc voir successivement en quoi ces facultés peuvent nous nuire pour l’éviter, ou nous servir pour en profiter. »
La règle douzième indique les moyens qu'emploie l'intelligence :
« Enfin il faut se servir de toutes les ressources de l’intelligence, de l’imagination, des sens, de la mémoire, pour avoir une intuition distincte des propositions simples, pour comparer convenablement ce qu’on cherche avec ce qu’on connoît, et pour trouver les choses qui doivent être ainsi comparées entre elles ; en un mot on ne doit négliger aucun des moyens dont l’homme est pourvu. »

### Bergson
Bergson (1851-1941) aborde la mémoire dans Matière et mémoire (1896), à travers le problème de la dualité corps-esprit.

### Maurice Halbwachs
Maurice Halbwachs (1877-1945) explique que le « processus de localisation d'un souvenir dans le passé (…) ne consiste pas du tout à plonger dans la masse de nos souvenirs comme dans un sac, pour en retirer des souvenirs de plus en plus rapprochés entre lesquels prendra place le souvenir à localiser. » L'utilisation de points de repères permet de faciliter l'expression de tel ou tel souvenir, sans pour autant que celui-ci soit en lien direct avec le référent. « Les points de repère sont des états de conscience qui, par leur intensité, luttent mieux que les autres contre l'oubli, ou par leur complexité, sont de nature à susciter beaucoup de rapports, à augmenter les chances de reviviscence. » Les principaux points d'appui, qu'ils participent à l'histoire personnelle ou nationale, s'avèrent nécessaires au bon fonctionnement psychique des individus. Théodule Ribot dit que : « Si, pour atteindre un souvenir lointain, il nous fallait suivre la série entière des termes qui nous en séparent, la mémoire serait impossible à cause de la longueur de l'opération. » La mémoire collective est l'ensemble des faits du passé qui peuvent avoir pour effet de structurer l'identité d'un groupe. P. Nora dit : « (…) il y a autant de mémoire que de groupes : elle est, par nature, multiple et démultipliée, collective, plurielle et individualisée. » La cohésion au sein d'un groupe peut alors être assurée par le partage de la mémoire, elle peut inspirer les actions présentes. Les évènements définissent à chaque fois les actions individuelles dans divers groupes. Cette localisation du souvenir en utilisant les points de repère de notre mémoire se fait car nous sommes des êtres sociaux. Les souvenirs relatifs aux groupes sociaux avec lesquels nous sommes en liens plus étroits et durables conservent la vivacité des souvenirs présents. Le phénomène de la mémoire semble n'exister qu'aux travers des relations sociales qui rassemblent et organisent les souvenirs. La localisation se produit par la présence d'une zone commune d'intérêt à laquelle se rapporte le souvenir. Halbwachs, offrant une relecture de la morphologie sociale de Durkheim, avance que la vie sociale repose sur un substrat matériel, le rapport à ce substrat matériel n'existant que sous forme socialisée. C'est de l'existence sociale que découle la logique sociale qui rend compte de la nécessité d'une forme de vie sociale. La mémoire met ainsi à jour les référents sociaux que sont le langage, l'espace et le temps qui peuvent situer et délimiter les pratiques sociales. Les familles reproduisent « des règles et des coutumes qui ne dépendant pas de nous, et qui existaient avant nous, qui fixent notre place. ». La famille structure la mémoire commune par les rôles des uns et des autres. Seule la « communauté » familiale peut engendrer cette transmission des origines qui constitue aujourd'hui une partie de son identité. La reproduction des règles et coutumes qui ne dépendent pas de chacun à titre individuel mais du groupe famille fixe la place de chacun. Pour Halbwachs : « On retient les évènements collectivement constitués qui le portent dans le flux d'une vie à la fois dans le sentiment de parenté et dans les occupations communes. »
Dans ses travaux sur la psychologie des classes sociales, Maurice Halbwachs interroge la place assignée à chacun dans l'ensemble de la société. Il démontre que c'est bien dans la vie extra professionnelle que s'élaborent les mémoires collectives. « Chaque catégorie sociale détermine la conduite des membres qu'elle comprend, elle leur impose des motifs d'action bien définis. » Chaque individu inscrit dans une communauté se fait une idée de ce qui est nécessaire à sa perpétuation. Cela l'amène donc à faire une interprétation de la dite société. Ainsi, dans chaque groupe, on « trouve la représentation du groupe lui-même et de ce qui lui convient. » Halbwachs dit que la mémoire collective est constituée de souvenirs conformant à une interprétation des conditions de vie du groupe. Halbwachs considère que de façon plus ou moins consciente, chacun a des conceptions de ce qui doit être le rôle de tous au sein d'une famille. Les individus héritent d'une « conception générale de la famille », de ce que doit être une famille. L'application de ces normes implicites ne dépend pas des sentiments d'affection que chacun éprouve pour son entourage. Mais « l'expression de ses sentiments ne s'en règle pas moins sur la structure de la famille pour que le groupe conserve son autorité et sa cohésion. » La famille permet de structurer la mémoire des enfants par les rôles de chacun dans les évènements communs. La mémoire peut aussi être un vecteur de transmission de l'habitus. Bourdieu définit l'habitus comme « un système de dispositions durables acquis par l'individu au cours du processus de socialisation. » Cela est confirmé par Bourdieu car les représentations sont construites sur une réalité objective induisant de nouveaux comportements adaptés à l'environnement. « L'habitus qui, à chaque moment, structure en fonction des structures produites par les expériences antérieures les expériences nouvelles qui affectent ses structures dans les limites définies par leur pouvoir de sélection, réalise une intégration unique, dominée par les premières expériences (…). »

### Paul Ricœur
La mémoire pose trois problèmes pour Paul Ricœur. En premier lieu, se pose la question de sa formulation, celle d'une représentation de ce qui a été et donc obligatoirement subjective. La mémoire donne la trace présente de ce qui est absent puisque passé. Cela pose alors le problème de la frontière entre le réel et l'imaginaire car le rapport avec l'antériorité amène la question de ses représentations. 
En opposition à cela, l'histoire vise une certaine objectivité, elle n'est pas soumise à un regard particulier. Ensuite, dans ce même énoncé, apparaît aussi le regard porté aujourd'hui sur l'évènement narré. Bergson fixe cette problématique sur la reconnaissance et la survivance des images. Ainsi, il y a « une adéquation de l'image présente à la chose absente dont la mémoire a gardé la trace. » Donc, la mémoire ne peut se savoir qu'en sélectionnant ce qui doit être oublié. 
La mémoire inclut un mode de lecture du fait raconté. Enfin, cette même lecture sera perçue par autrui en fonction de la personnalité de l'énonciateur. La mémoire appartient à un individu. De ce fait, elle a aussi une désignation propre au sujet. La mémoire individuelle est ce par quoi l'individu constitue sa propre identité. Nous ajouterons à cela que la mémoire ne se soucie pas obligatoirement de l'enchaînement temporel des images. L'échelle du temps est en revanche pertinente pour l'histoire ; elle tient compte des durées et des normes. Dans son ouvrage Les cadres sociaux de la mémoire, Maurice Halbwachs définit la mémoire individuelle à partir de ses dimensions sociales : « si nous examinons de quelle façon nous nous souvenons, nous reconnaîtrions que le plus grand nombre de nos souvenirs nous reviennent lorsque nos parents, amis, ou d'autres hommes nous les rappellent. » Il apparaît que c'est dans cette situation que nous mettons les personnes sollicitées pour faire leur récit de vie. Nombre de souvenirs n'émergent que parce la situation les sollicite.

### Pierre Nora
Pour Pierre Nora, « parce qu'elle est affective et magique, la mémoire ne s'accommode que des détails qui la confortent ; elle se nourrit de souvenirs flous, télescopant, globaux ou flottants, particuliers ou symboliques, sensible à tous les transports, écrans, censures ou projections ».

### Edmond Jabès
Edmond Jabès se questionne : « La durée est-elle forgée par le souvenir ou par la mémoire ? Nous savons que c'est nous seuls qui fabriquons nos souvenirs ; mais il y a une mémoire plus ancienne que les souvenirs, et qui est liée au langage, à la musique, au son, au bruit, au silence : une mémoire qu'un geste, une parole, un cri, une douleur ou une joie, une image, un événement peuvent réveiller. Mémoire de tous les temps qui sommeille en nous et qui est au cœur de la création ».

## Mémoire en anthropologie
L'étude de la façon dont les groupes humains conservent et se transmettent les souvenirs (réels ou mythiques) relatifs à leur culture fait l'objet d'un important travail en anthropologie.

## Mémoire en histoire
À l'opposition entre une histoire visant l'objectivité et une mémoire subjective dominée par l'affect et résultant d'une reconstruction personnelle ou collective du passé, se superposent depuis la fin des années 1980 les travaux d'un courant historiographique qui érige la mémoire en objet d'étude historique. L'intensité de la mémoire dans le débat public, qui a eu tendance à croître, ouvre de nouveaux champs d'étude à l'histoire.
Les territoires (pays, provinces, régions historiques, régions naturelles) ont une mémoire, largement construite et même inventée par les érudits locaux et les historiens des XIXe et XXe siècles. C'est le cas de pays traditionnels comme le Vendômois, la Gâtine tourangelle, la Brenne dans les provinces ligériennes. Le territoire auquel s'attache une forte identité historique peut devenir un enjeu de mémoire comme l'ont montré les travaux sur les guerres de Vendée et l'espace vendéen.
Le concept de lieu de mémoire, qu'il s'agisse d'un lieu physique (monument) réinvesti par un processus de commémoration ou d'un lieu institutionnel (symboles républicains par exemple), a été forgé dès 1984 par l'ouvrage Les lieux de mémoire de Pierre Nora. Le livre ouvre la voie à une série de travaux d'historiens qui prennent pour objet d'étude la mémoire collective, mais aussi la concurrence des mémoires particulières. Cette mise en concurrence des mémoires et des victimes se traduit, in concreto, tant par les initiatives du législateur en ce domaine (reconnaissance de la Traite négrière outre-Atlantique comme crime contre l'humanité par la loi "Taubira" du 21 mai 2001, la loi du 29 janvier 2001 relative à la reconnaissance du génocide arménien ou encore la loi du 23 février 2005 portant reconnaissance de la nation et contribution nationale en faveur des Français rapatriés ou la Loi sur la mémoire historique espagnole de 2007) que par des actions judiciaires ad hoc (cf. notamment les procès de Klaus Barbie, Paul Touvier, Maurice Papon). La publication en 1987 de l'ouvrage d'Henry Rousso Le syndrome de Vichy, analysant la postérité du souvenir de l'Occupation dans la société française sur plusieurs décennies, pose les bases méthodologiques d'une histoire de la mémoire.